# Finlands Metodistkyrka
Finlands Metodistkyrka (finska: Suomen Metodistikirkko) är ett metodistiskt samfund i Finland. Metodismen kom till Finland år 1881, då den första metodistförsamlingen bildades i Vasa. Samfundet har verksamhet på 11 orter och hade 807 medlemmar år 2013.
Finlands Metodistkyrka är medlem i Ekumeniska Rådet i Finland.

## Församlingar
Södra karelen
- Villmanstrand

Birka
- Birkala
- Tammerfors

Norra Österbotten
- Uleåborg
- Norra savo
- Kuopio

Päijänne-Tavastland
- Asikkala
- Lahtis

Satakunda
- Kumo
- Björneborg

Nyland
- Helsingfors: Finlands talande Helsingfors församling
- Helsingfors: Svenska talande Helsingfors församling
- Ingo kyrka
- Grankulla svenska metodistförsamling

Sydvästra Finland
- Åbo